# Нагальні речі
«Необхідні речі» (англ. Needful things) — роман американського письменника Стівена Кінга, виданий в 1991 році. Перший роман письменника після його відновлення від алкогольної та наркотичної залежності. Хоча на обкладинці й був напис «Остання історія Касл Року», згодом місто все ж стає головним місцем, де відбуваються події оповідання «Це живе всередині нас», яке за словами Кінга є епілогом до «Необхідних речей». В 1993 році за романом було створено фільм з однойменною назвою «Необхідні речі».

## Опис сюжету
В Касл Році, що в штаті Мейн, з'являється нова крамниця з назвою «Необхідні речі». Вона одразу викликає зацікавленість в місцевих мешканців. Її власником є Ліленд Ґонт — приємний літній пан, в якого завжди знайдеться на продаж саме та річ, яка відмінно стане в пригоді будь-кому, хто переступить поріг його крамниці. Ціни на диво низькі, включно з такими товарами як рідкісні колекційні бейсбольні картки, абажури з карнавального скла та дерев'яні уламки, ймовірно, з Ноєвого Ковчега. Кожен клієнт входить у транс і стає дуже піддатливим, коли укладає угоду з Ґонтом. Товари з його крамниці здаються нешкідливим, але умовою їх придбання є здійснення «жарту» шляхом підкладання різним особам певних речей.
Ґонт швидко оцінює місцевого шерифа Алана Панґборна та Поллі Чалмерс, кохану Алана та власницю місцевої швейної майстерні, як «складних клієнтів», які можуть перешкоджати його бізнесу. Ґонт уникає Алана та пропонує Поллі старовинний амулет, який позбавляє її болю від артриту. Тим часом покупки, зроблені в «Необхідних речах», впливають на різних людей. Місцевий хлопець Браян Раск забруднює білизну в будинку Вілми Джердзик, яка ненавидить Нетті Кобб, домогосподарку Поллі, а алкоголік Г’ю Пріст убиває собаку Нетті. Після цього Нетті та Вілма заколюють одна одну ножами на очах у інших містян. Поллі, отримавши лист-попередження, побоюється, що Алан підозрює її в причетності до цих випадків, але отримує несподівану підтримку від своєї суворої тітки Евві.
Далі Ґонт підмовляє дрібного злочинця Джона «Ейса» Меррілла знайти скарб, продавши йому карту з підказками. У вказаних місцях Ейс знаходить лише бляшанки з непотрібними залізяками чи дрібними монетами. В останньому місці виявляється записка від Алана про те, що він нібито викопав скарб перший. Ґонт дає Ейсу завдання дістати зброю в Бостоні, яку потім продає своїм клієнтам. При цьому він отруює кулі, щоб вони були смертельні, куди б вони не влучали. Ейс починає підозрювати, що Ґонт має якусь надприродну силу, але мусить мовчати після того, як Ґонт залякує його.
У Касл Році відбувається  декілька одночасних злочинів: спортивний тренер Лестер Пратт нападає на заступника Джона Лапойнта, колишнього хлопця його нареченої, і гине; Г'ю Пріст і власник бару Генрі Бофорт вбивають один одного в перестрілці; Браян покінчив життя самогубством через почуття провини за свою роль у смерті Вілми та Нетті; чиновник-казнокрад Денфорт «Бастер» Кітон нападає на депутата Норріса Ріджвіка, а потім убиває свою дружину Міртл молотком.
Ейс залучає Бастера до роботи на Ґонта, вони закладають по всьому місту динаміт. Алан збирається вбити Ейса, бо побачив відео, де Ейс показаний винуватцем смерті його дружини та сина в автомобільній аварії. Та потім він усвідомлює, що відео фальшиве. Поллі усвідомлює вплив амулета та знищує його. Норріс намагається накласти на себе руки, проте врешті вирішує допомогти поліції. Динаміт вибухає, Норріс ранить Бастера, а Ейс добиває його, щоб позбавити страждань. Взявши Поллі в заручники, Ейс вимагає від Алана віддати скарб. Норріс вбиває Ейса, після чого Алан вирушає покласти край витівкам Ґонта. Виявляється, крамниця «Необхідні речі» давно стояла зачинена, тобто, клієнти насправді відвідували якесь потойбічне місце.
Алан відбирає в Ґонта валізу, де містяться душі його клієнтів. Ґонт намагається почати переговори, але йому ніхто більше не довіряє. Тож він тікає з напівзруйнованого міста, перетворивши своє авто на візок, запряжений кіньми.
За якийсь час готується відкриття нової крамниці в містечку в Айові. Перші та останні слова роману ідентичні, за винятком місця дії.

## Герої
- Браян Раск: хлопчина, котрий став першим покупцем в крамниці «Необхідні речі».
- Ліленд Ґонт: імовірно демон в людській подобі, котрий століттями мандрував світом і намовляв людей продати свої душі, зазвичай, в обмін на непотріб, який видавався їм тим, чого вони хочуть найбільше.

- Алан Пенґборн: шериф Касл Року і головний герой.
- Патриція «Поллі» Чалмерз: Поллі, відома в місті своєю ексцентричністю, спочатку була мешканкою Касл Року і тепер, після двадцяти років прожитих у Сан-Франциско, стала «нетутешньою».
- Норріс Ріджвік: поліцейський, найближчий помічник шерифа.
- Джон «Туз» Мерріл: міський покидьок та дрібний злодій.
- Денфорт «Бастер» Кітон: головний виборний міста, який часто використовує владу у власних цілях.
- Вілма Джерзик: агресивна і дратівлива жінка, котра стає однією з перших жертв Ґонта.
- Нетиція «Нетті» Кобб: найкраща подруга Поллі Чалмерз, ворогує з Вілмою Джерзик.
- Міртл Кітон: покинута дружина Бастера Кітона, яка купує порцелянову ляльку в пана Ґонта.

## Переклади українською
- Стівен Кінг (2021). Необхідні речі. Переклад з англійської: В. І. Куч. Харків: КСД. с. 864 стор. ISBN 978-617-12-8893-5. {{cite book}}: Недійсний |nopp=n (довідка)[1]